# 18e assemblée générale de l'Île-du-Prince-Édouard
La 18e assemblée générale de l'Île-du-Prince-Édouard est en séance entre le 5 mars 1850 et 1854.
L'assemblée siège au gré du lieutenant-gouverneur Donald Campbell (en). Alexander Rae est élu président de l'Assemblée législative de l'Île-du-Prince-Édouard.
Un gouvernement responsable est accordé à l'île en 1951 et George Coles (en) devient le premier premier ministre.

## Liste des membres
| Circonscription          | Membres                         |
| ------------------------ | ------------------------------- |
| 1er Prince               | James Yeo (en)                  |
| 1er Prince               | James Warburton                 |
| 2e Prince                | Allan Fraser                    |
| 2e Prince                | Alexander Rae                   |
| 3e Prince                | Joseph Pope (en)                |
| 3e Prince                | William W. Lord                 |
| 1er Queens               | Alexander Laird (en)            |
| 1er Queens               | George Coles (en)               |
| 2e Queens                | Neil McNeill                    |
| 2e Queens                | Robert Mooney                   |
| 3e Queens                | William Douse (en)              |
| 3e Queens                | Benjamin Davies (en)            |
| 1er Kings                | Daniel Flynn                    |
| 1er Kings                | Donald Beaton                   |
| 2e Kings                 | Edward Whelan (en)              |
| 2e Kings                 | John Jardine                    |
| 3e Kings                 | Edward Thornton                 |
| 3e Kings                 | John W. LeLacheur               |
| Charlottetown et royauté | Edward Palmer                   |
| Charlottetown et royauté | Francis Longworth (en)          |
| Georgetown et royauté    | Thomas Heath Haviland, Sr. (en) |
| Georgetown et royauté    | James MacDonald                 |
| Princetown et royauté    | Donald Montgomery (en)          |
| Princetown et royauté    | William E. Clark                |